# Fábio Rochemback
Fábio Rochemback, född 10 december 1981 i Soledade, är en brasiliansk före detta fotbollsspelare (mittfältare).